# ۶۶۶ (قمری)
۶۶۶ (قمری)، ششصد و شصت و ششمین سال در گاهشماری هجری قمری است. اول محرم این سال برابر با بیست و یکم سپتامبر سال ۱۲۶۷ میلادی است.